# Landständische Verfassungsurkunde für das Fürstentum Waldeck
Die Landständische Verfassungsurkunde für das Fürstentum Waldeck vom 19. April 1816 (auch Landesvertrag) war die zweite geschriebene Verfassung des Fürstentums Waldeck.

## Entstehung
Mit dem Organisationsedikt vom 28. Januar 1814 hatte Waldeck-Pyrmont seine erste Verfassung erhalten. Diese oktroyierte, d. h. ohne Mitwirkung der Stände oder des Volkes zustande gekommenen Verfassung stand von Anfang an unter heftiger Kritik der Landstände. Kern der Kritik war die staatsrechtliche Vereinigung des Fürstentum Waldeck und der Grafschaft Pyrmont. Beide Landesteile waren vorher lediglich in Personalunion verbunden.
Der Präsident der Landstände Carl Friedrich von Dalwigk war Wortführer der Opposition, die in den Verhandlungen des Landtags von 1814 letztlich durchsetzte, dass Fürst Georg Heinrich in der Konvention vom 3. Juli 1814 die staatsrechtliche Trennung Waldecks und Pyrmonts bestätigen musste.
1814 und 1815 fanden Landstände (Deputationstage) nach altem Recht, also ohne Abgeordnete aus Pyrmont statt. Ergebnis der Verhandlungen zwischen Fürst und Ständen war die Landständische Verfassungsurkunde für das Fürstentum Waldeck vom 19. April 1816, der sogenannte Landesvertrag. Sie galt ausschließlich für das Fürstentum Waldeck. Der Fürst musste das Ziel der staatsrechtlichen Vereinigung der Landesteile aufgeben.

## Inhalt
§ 1 f. regelte die Justizverwaltung. Aus den drei bestehenden Oberämtern entstanden nur fünf Justizoberämter. Das waren das Diemel (vorher Arolsen, jetzt Rhoden), das des Eisenberges (Korbach), das der Eder (Wildungen) und neu das der Twiste (Arolsen) und Werbe (Sachsenhausen) (hinzu kam noch das Oberamt Pyrmont, dass aber in der Waldecker Verfassung nicht geregelt war).
Gemäß §7 wurde die (1814 aufgehobene) Patrimonialgerichtsbarkeit und die Gerichtsbarkeit der Stadtgerichte wieder eingeführt. 
§ 11 f. regelte die Landstände. Diese bestanden wie bisher aus den Besitzern der Rittergüter (Ritterschaft) und den Vertretern der Städte. Neu hinzu kamen 10 Vertreter des Bauernstandes (je Justizoberamt wurden zwei gewählt). Die (auf Lebenszeit) zu wählenden Landstände mussten zu einer der christlichen Konfessionen zählen, mindestens 25 Jahre alt, eigenen Rechtens, Landesuntertan und der Militärpflicht nicht mehr unterworfen sein. Zudem sollten die Repräsentanten lesen und schreiben können und ein Mindestvermögen von liegenden Gütern im Wert von 500 Talern oder mindestens 30 Morgen großen Gutes besitzen. Weiterhin bestand ein engerer Ausschuss für die Zeit zwischen den Landtagen.
Die landschaftliche Kammer war die Steuerbehörde des Landes. Sie bestand aus einem Vertreter der Ritterschaft, einem Vertreter der drei deputierten Städte und dem Landessyndicus.

## Folgen
Der Landesvertrag blieb 36 Jahre die Rechtsgrundlage für die Politik im Fürstentum Waldeck. Für Pyrmont wurde keine Verfassung geschaffen und es bestand damit dort auch keine landständige Vertretung.
Die Märzrevolution erfasste auch Waldeck-Pyrmont. Am 3. April 1848 wurden die alten Landstände einberufen, um über ein Wahlgesetz für den neu zu wählenden Waldeck-Pyrmonter Landtag zu beschließen. Hierzu wurden auch zwei Vertreter Pyrmonts eingeladen. Ergebnis der Beratungen war das Staatsgrundgesetz für die Fürstentümer Waldeck und Pyrmont vom 23. Mai 1849. Diese (von Wolrad Schumacher konzipierte) Verfassung sah einen weitgehend einheitlichen Staat Waldeck-Pyrmont vor und löste damit den Landesvertrag ab.